# 斯恰拉·科隆纳

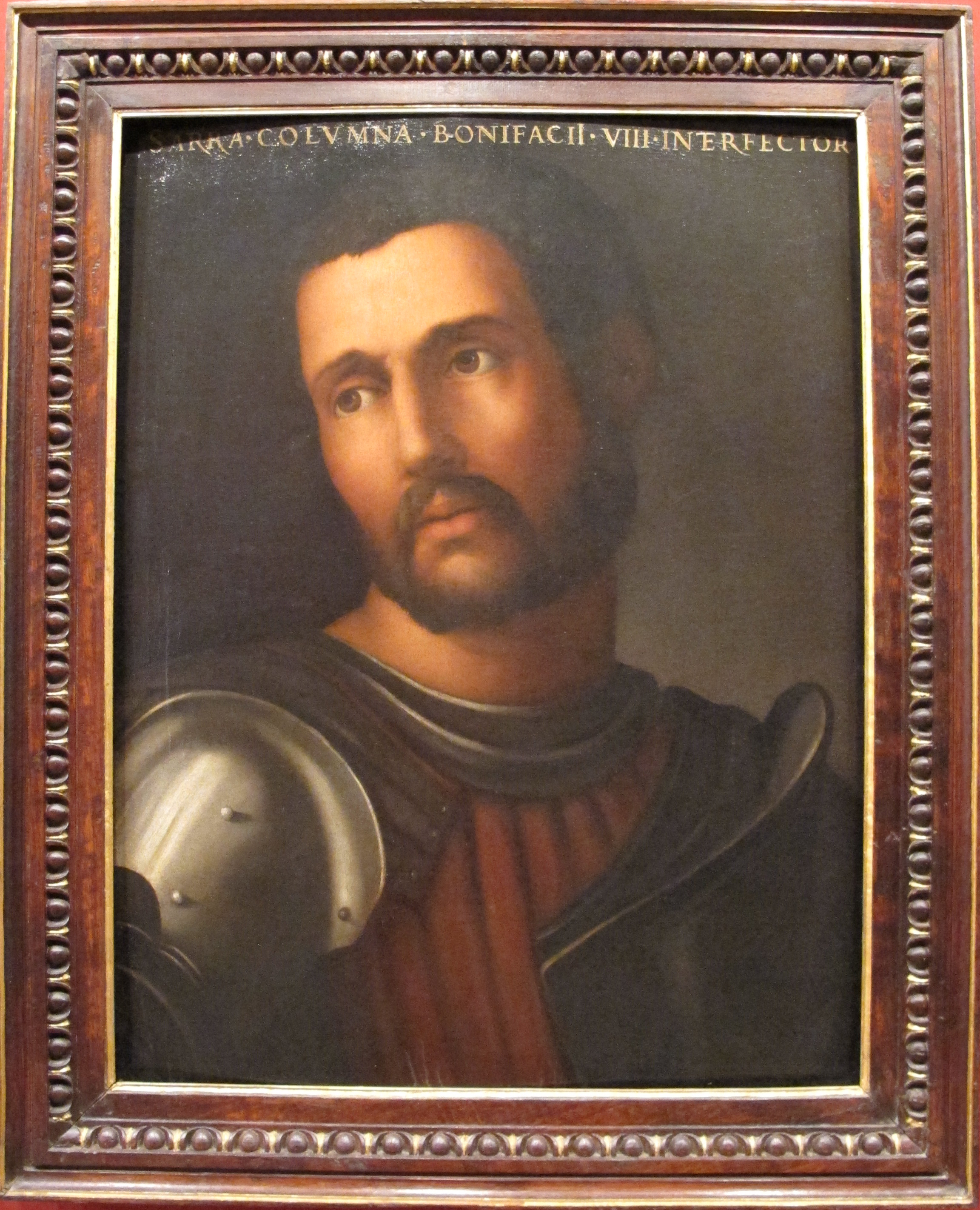
斯恰拉·科隆纳

贾科莫·斯恰拉·科隆纳（義大利語：Giacomo Sciarra Colonna，1270年3月2日—1329年3月2日），科隆纳家族成员，曾与腓力四世结盟，与纪尧姆·德·诺加雷特带兵攻击教宗博義八世。